# Lando pápa
Lando (? – 914 februárja vagy márciusa) volt a történelem folyamán a 123. egyházfő 913 júliusától.

## Élete
A közép-itáliai Sabina tartomány Fornovo városában született, apját Tainónak hívták. Megválasztását a római Theophilaktosz család mozdította elő. Rövid regnálásából mindössze egy hivatalos cselekedetének dokumentuma maradt fenn: egy 1431-es irat említi a sabinai Vescovio székesegyházának tett adományát. Ezen felül semmit nem tudunk pontifikátusáról.
Az egyik utolsó olyan pápa volt, aki saját eredeti nevét használta uralkodói neveként (bár a mostanáig legutolsó ilyen, II. Marcell pápa jóval később, 1555-ben lépett trónra). Amennyiben pedig I. János Pál pápa kettős nevét nem önálló pápanévnek tekintjük, hanem – szándéka szerint – mint két közvetlen elődje (XXIII. János és VI. Pál) nevének felvételét, akkor Lando volt a 2013-ban megválasztott Ferenc pápát megelőzően az utolsó, aki olyan néven uralkodott, amilyenen előtte még senki.

## Művei
- Documenta Catholica Omnia (latin nyelven). (Hozzáférés: 2011. december 6.)